# Cerro Guido
Cerro Guido är ett berg i Chile.   Det ligger i provinsen Provincia de Última Esperanza och regionen Región de Magallanes y de la Antártica Chilena, i den södra delen av landet, 1 900 km söder om huvudstaden Santiago de Chile. Toppen på Cerro Guido är 869 meter över havet.
Terrängen runt Cerro Guido är huvudsakligen kuperad, men västerut är den bergig. Trakten runt Cerro Guido är nära nog obefolkad, med mindre än två invånare per kvadratkilometer..
Trakten runt Cerro Guido består i huvudsak av gräsmarker.